# Брудов, Валерий Александрович
Валерий Александрович Брудов (род. 27 ноября 1976) — российский боксёр-профессионал, джорнимен, выступавший в первой тяжёлой весовой категории. Среди профессионалов бывший временный чемпион мира по версии WBA (2006—2007) и чемпион России (2001) в 1-м тяжёлом весе.

## Профессиональная карьера
Первый бой на профессиональном ринге провёл 28 декабря 1999 года, нокаутировав Дмитрия Калистратова в первом же раунде.

### Чемпионский бой с Вирджиллом Хиллом
27 января 2006 года Брудов вышел на бой за вакантный титул чемпиона мира WBA в первом тяжёлом весе против известного американского боксёра Вирджилла Хилла. Хилл одержал уверенную победу единогласным решением судей: все трое судей выставили одинаковый счёт- 118/110.

### Завоевание титула в бою с Пинедой
2 декабря 2006 года вышел на бой за звание временного чемпиона мира WBA в первом тяжёлом весе. Его соперником стал панамец Луис Андрес Пинеда. Россиянин одержал победу техническим нокаутом в 11-м раунде.

### Потеря титула в бою с Арсланом
16 июня 2007 года Брудов проводил защиту своего титула в бою против немецкого боксёра турецкого происхождения Фырата Арслана. Поединок продлился все 12 раундов. Претендент одержал победу раздельным решением судей: 116/112, 117/111, 112/116.

### Чемпионский бой сГильермо Джонсом
2 октября 2010 года вышел на бой против чемпиона мира WBA в первом тяжёлом весе панамца Гильермо Джонса. Действующий чемпион одержал победу техническим нокаутом в 11-м раунде.

### Чемпионский бой сОла Афолаби
3 марта 2012 года встретился с британцем Олай Афолаби. На кону был титул временного чемпиона мира в первом тяжёлом весе по версии WBO. Британский боксёр одержал досрочную победу в 5-м раунде и завоевал титул.
15 марта 2014 года Валерий проиграл нокаутом в последнем, 12-м раунде бывшему претенденту на титул чемпиона мира в полутяжёлом весе британцу Тони Белью.

## Статистика профессиональных боёв
В таблице перечислены результаты всех поединков боксёров.
В каждой строке указан результат поединка. Дополнительно номер поединка обозначен цветом, который обозначает итог поединка. Расшифровка обозначений и цветов представлена в нижеследующей таблице.
| Пример | Расшифровка                     |
| ------ | ------------------------------- |
|        | Победа                          |
|        | Ничья                           |
|        | Поражение                       |
|        | Планируемый поединок            |
|        | Поединок признан несостоявшимся |
| КО     | Нокаут                          |
| ТКО    | Технический нокаут              |
| PTS    | Решение судей (по очкам)        |
| UD     | Единогласное решение судей      |
| MD     | Решение большинства судей       |
| SD     | Раздельное решение судей        |
| RTD    | Отказ от продолжения боя        |
| DQ     | Дисквалификация                 |
| NC     | Поединок признан несостоявшимся |

| 59 поединков, 44 победы (30 нокаутом), 15 поражений. | 59 поединков, 44 победы (30 нокаутом), 15 поражений. | 59 поединков, 44 победы (30 нокаутом), 15 поражений. | 59 поединков, 44 победы (30 нокаутом), 15 поражений. | 59 поединков, 44 победы (30 нокаутом), 15 поражений.  | 59 поединков, 44 победы (30 нокаутом), 15 поражений. | 59 поединков, 44 победы (30 нокаутом), 15 поражений.                                                              | 59 поединков, 44 победы (30 нокаутом), 15 поражений. |
| Бой                                                  | Рекорд                                               | Дата боя                                             | Соперник                                             | Место проведения боя                                  | Раундов, время                                       | Дополнительно |                                                      |
| ---------------------------------------------------- | ---------------------------------------------------- | ---------------------------------------------------- | ---------------------------------------------------- | ----------------------------------------------------- | ---------------------------------------------------- | --- | ---------------------------------------------------- |
| 59                                                   | 44-15                                                | 8 декабря 2018                                       | Джоэл Тамбвэ Джеко (13-2-1)                          | ДС Марселя Сердана, Леваллуа-Перре, О-де-Сен, Франция | UD 6 (6)                                             | Счёт судей: 55-59 (трижды).                                                                                       |                                                      |
| 58                                                   | 44-14                                                | 10 марта 2018                                        | Тервел Пулев (8-0)                                   | Bruno Gehrke Halle, Берлин, Германия                  | UD 8 (8)                                             | Счёт судей: 73-78, 74-78, 73-79.                                                                                  |                                                      |
| 57                                                   | 44-13                                                | 28 октября 2017                                      | Дитлев Россинг (6-0)                                 | Frederiksberg Hallerne, Копенгаген, Дания             | SD 8 (8)                                             | Счёт судей: 77-75, 72-80, 74-78.                                                                                  |                                                      |
| 56                                                   | 44-12                                                | 5 мая 2017                                           | Юрий Кашинский (11-0)                                | ДИВС, Екатеринбург, Россия                            | RTD 5 (10), 3:00                                     | Турнир «День Победы 72». Бой за титул чемпиона по версии WBO Oriental (1-я защита Кашинского) в 1-м тяжёлом весе. |                                                      |
| 55                                                   | 44-11                                                | 7 апреля 2017                                        | Александр Тихонов (0-1)                              | Boxing & Gym Academy, Москва, Россия                  | TKO 1 (6), 2:13                                      | |                                                      |
| 54                                                   | 43-11                                                | 15 декабря 2016                                      | Артуш Саркисян (3-4)                                 | Ресторан «Кин Ши Хан», Санкт-Петербург, Россия        | RTD 2 (8), 3:00                                      | |                                                      |